# Journal of Contemporary History
Journal of Contemporary History es una revista científica arbitrada que se centra en el estudio de la historia contemporánea. Fue fundada en 1966 por Walter Laqueur y George Mosse. Actualmente es publicada trimestralmente por Sage Publications y editada por Richard J. Evans (Universidad de Cambridge) y  Mary Neuburger (Universidad de Texas). 
La revista se encuentra indexada en Scopus y Social Sciences Citation Index. Según Journal Citation Reports, su factor de impacto en 2010 fue 0.397, lo que la ubica en el puesto 15 de 43 revistas en la categoría «Historia».

## Métricas de revista
2024
- Web of Science Group : 0,58
- Índice h de Google Scholar: 37
- Scopus: 0,425